# Esclavage sexuel
Pour des articles plus généraux, voir Exploitation sexuelle, Traite des êtres humains et Esclavage contemporain.
L’esclavage sexuel consiste à amener par la contrainte des personnes non consentantes à diverses pratiques sexuelles. Il peut se présenter sous la forme d'une relation à un seul maître, d'esclavage rituel souvent associé à des pratiques économiques, religieuses ou culturelles traditionnelles, d'esclavage à des fins principalement non sexuelles, mais où la sexualité est courante, ou enfin sous la forme de prostitution forcée ; il est considéré comme un des crimes contre l'humanité.
En général, la nature même de l'esclavage implique que l'esclave soit de fait disponible pour le sexe, et les conventions sociales usuelles ainsi que les protections légales qui restreindraient dans d'autres circonstances les actions du propriétaire ne sont plus effectives. Ainsi, la sexualité extramaritale entre un homme marié et un(e) esclave n'était pas considérée comme un adultère dans la plupart des sociétés acceptant l'esclavage.
La prostitution forcée, par son absence de consentement et par l'exploitation répétée, fait partie de l'esclavage contemporain. Les personnes captives vendues sont dépourvues de tous types de contrôle sur leurs vies. Elles sont obligées de produire des services sexuels « au profit de leur propriétaire ».
En 2000, un rapport des Nations unies donne l'estimation annuelle de plus d'un million de personnes impliquées par la force dans le commerce et/ou l'esclavage sexuel.

## Afghanistan

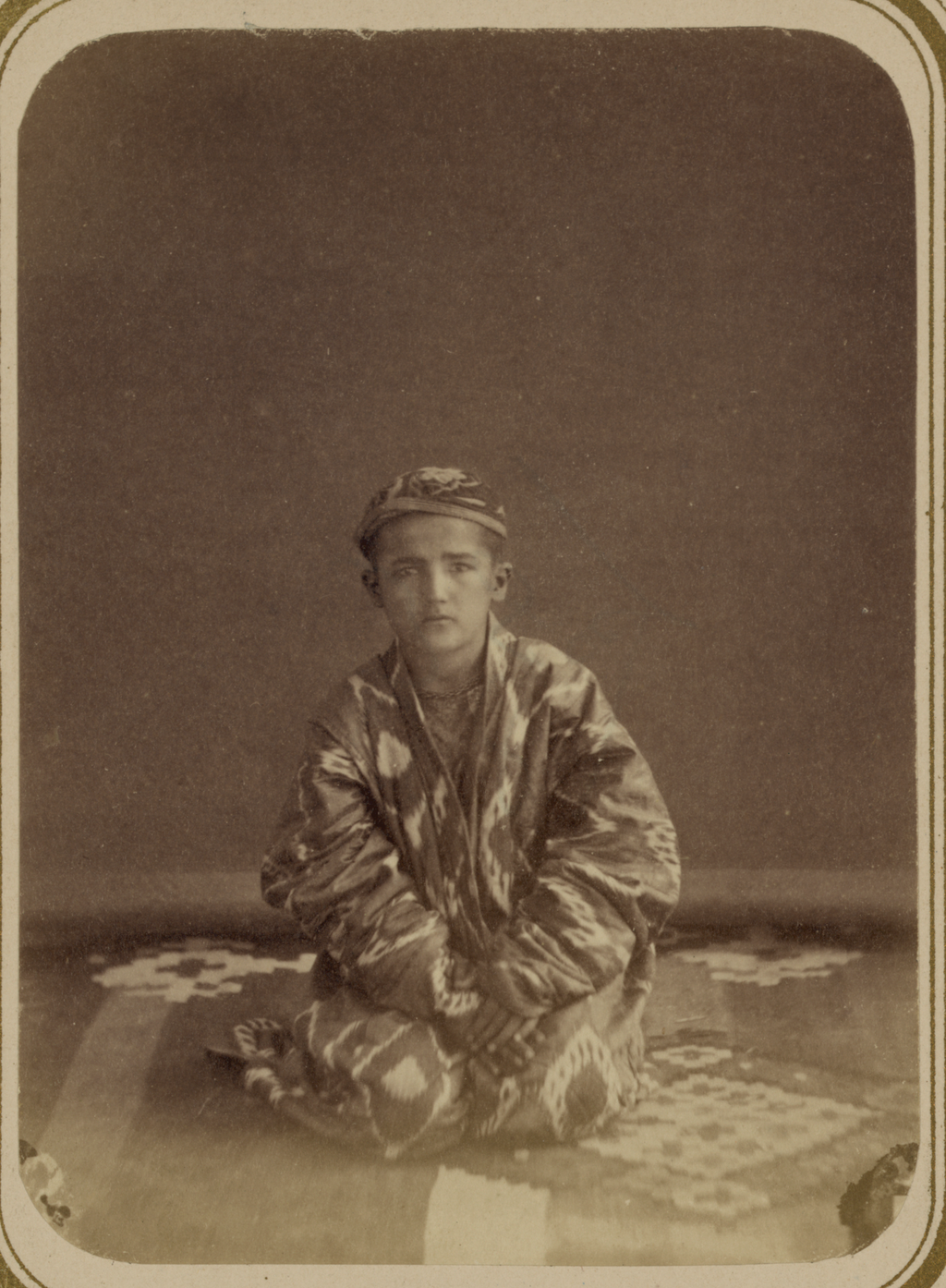
Batcha au Turkestan russe dans les années 1870.

En Afghanistan, a été remise au goût du jour une ancienne tradition appelée Baht shahbazi (jeu avec les garçons) consistant à exploiter de jeunes garçons de famille pauvre, formés ensuite à la danse, devenant là aussi des objets de convoitise sexuelle, et s'ils ne sont pas doués pour la danse, limités aux pratiques homosexuelles,,.
Dans le nord de l'Afghanistan, posséder un jeune garçon (appelé bača bāzī ou BachaBereesh (ce qui signifie « garçon imberbe ») ou Basha bazi) est signe de réussite sociale dans le civil comme aux postes de commandement de l'armée où nombre de ces propriétaires sont très puissants, qui les « offrent » ponctuellement à leurs amis,,. Ainsi, l'homosexualité s'allie à la pédophilie (pédérastie) à travers cette sorte d'esclavage sexuel et de prostitution enfantine. Les DVD des prestations artistiques de ces jeunes Basha bazi travestis en femmes, souvent maquillés, sont en vente libre dans les rues de Kaboul, dans la mesure où celles de femmes dansant sont strictement interdites.
L'OFPRA, l'ONU ou l'UNICEF tentent vainement de s'élever contre ces pratiques officiellement prohibées par le gouvernement afghan mais communément admises dans tout le pays,,,.

## Armée impériale japonaise pendant la Seconde Guerre mondiale
Des centaines de milliers de femmes ont été exploitées sexuellement par l'armée impériale japonaise pendant la Seconde Guerre mondiale. Cette armée les désignait par l'expression « femmes de réconfort ». Les femmes concernées étaient pour la plupart des Coréennes, des Chinoises, des Indonésiennes, des Européennes et d'autres ressortissantes de pays asiatiques et ce système d'esclavage leur a été imposé de force,,.

## Chine
En Chine, le déséquilibre entre les sexes (117 garçons pour 100 filles en 2005) a pour conséquence la mise en place de trafic humain dans le cadre de la prostitution. Ainsi en 2002, un homme a été condamné à mort pour avoir enlevé puis vendu une centaine de femmes à des Chinois célibataires dans la province du Guangxi. Dans la province du Yunnan des dizaines de femmes ont pu être libérées avant qu’elles soient vendues à des réseaux mafieux proxénètes. Elles étaient destinées à alimenter les lieux de prostitution comme esclaves sexuelles dans les centres urbains de l'Asie du Sud-Est. D'autres femmes devaient rejoindre Taïwan afin de s'y « marier ».
Le chef adjoint des services d'enquêtes sur les crimes indique qu'entre 30 000 et 60 000 enfants disparaissent chaque année en Chine sans pouvoir indiquer toutefois le pourcentage attribué au trafic humain.

## État islamique en Irak et au Levant (EIIL)
En 2014, après les massacres de Sinjar, plusieurs milliers de jeunes femmes yézidies sont capturées par l'État islamique et vendues à ses combattants comme esclaves sexuelles. Nazand Bagikhany, conseiller du gouvernement régional kurde, indique que ces femmes subissent notamment « des viols systématiques et un esclavage sexuel », certaines femmes vendues portaient des étiquettes de prix sur les marchés de Raqqa et de Mossoul.
L’État islamique en Irak et au Levant (EIIL) utilise, depuis 2014, l’esclavage sexuel de femmes yézidies, musulmanes, chrétiennes et juives comme arme de guerre et théologie inspirées de la pratique médiévale des armées musulmanes. L’esclavage n’est pas une pratique légale. Au contraire, elle est interdite, depuis environ 100 ans, en Syrie et en Irak. Le nombre d’esclaves sexuelles est difficile à recenser puisque les esclaves changent de propriétaire, d’autres sont vendues, certaines fuient et d’autres meurent. Il est estimé que plus de 5 000 femmes ont été capturées en 2014 — principalement des femmes yézidies. En 2015, 3 144 femmes étaient toujours captives par le régime de l’EIIL.
Cette théologie du viol est justifiée par les droits islamiques de guerre (fiqh al-harb). Les combattants considèrent les femmes comme un butin qu’ils peuvent partager entre vainqueurs. Après les batailles, les femmes, une fois captives, sont « triées » par les commandants militaires sur le terrain. Suivant les critères de la jurisprudence islamique, ils vont séparer les femmes musulmanes des non-musulmanes et les femmes vierges des femmes mariées. Une femme vierge a deux caractéristiques distinctes pour le combattant djihadiste. Premièrement, il peut avoir une relation sexuelle immédiatement après sa capture, si elle est « femme ». Pour être une femme dans le régime de l’EIIL, il faut avoir eu ses premières menstruations. Or, cela pousse l’âge des premières relations sexuelles à 9 ans pour certaines esclaves. En second lieu, dans la perception djihadiste, avoir une relation sexuelle avec une femme vierge est un avant-goût du paradis, étant donné que le Coran promet des houris (vierges) « à tout musulman après sa mort ». Cela justifie cette quête de la virginité par les combattants djihadistes.
Dans la théologie interne du régime de l’EIIL, seules les femmes musulmanes sunnites sont considérées comme de vraies femmes, donc protégées de l’esclavage (Guidère, 2016). Cela signifie que les musulmanes chiites et alaouites peuvent également devenir esclaves.
Les relations sexuelles avec des non-musulmanes chrétiennes et juives sont régulées par la jurisprudence islamique. Or, les femmes pratiquant d’autres religions et confessions considérées comme hérétiques — principalement le yézidisme — sont vues comme des « mécréantes » et ne sont pas protégées par un statut légal. La promotion de l’esclavage sexuel n’atteint pas précisément les minorités religieuses, ce sont les femmes yézidies que l’EIIL veut. Le professeur de l’université de Chicago, Mr Barber, spécialiste de la minorité yézidie, dit que l’intérêt des djihadistes de l’EIIL envers les femmes yézidies, s’explique par la divergence confessionnelle. Le yézidisme est une religion monothéiste et n’a pas de textes sacrés ni d’Écritures saintes, la transmission de la pratique religieuse se donc fait à l’oral.
Ensuite, les captives sont amenées au marché d’esclaves sexuelles de sabaya (ou Sabi — terme utilisé désignant leur butin de guerre). Ce réseau est un élément important de l’économie interne du régime. Les femmes sont capturées puis transférées, en grands groupes, aux villes de Tall Afar, Solah, Ba’aj et Sinjar. Elles sont inspectées, prises en photos, étiquetées, puis transportées sur les lieux de vente principalement à Mossoul, près du palace de Saddam Hussein et à Raqqa. L’esclavage sexuel devient une véritable bureaucratie pour l’EIIL. Des titres de propriété sont notariés et un manuel de procédures est donné. Cet outil permet de rendre légitime une pratique qui, aux yeux du Coran, n’est pas licite. Il faut être normalement marié à sa « concubine ». Cette interprétation coranique justifie d’élever le viol au niveau de la pratique spirituelle. Les viols et sévices que vivent ces femmes sont quotidiens.
Entre 2014 et 2017, plusieurs femmes yézidies ont réussi à s’échapper par des systèmes de passeurs clandestins et l’aide de civils. Nadia Murad fait partie de ces femmes. Aujourd’hui, elle travaille activement au sein de la Yazda (Organisation non gouvernementale pour la défense des droits des yézidis). En 2018, elle a obtenu le prix Nobel pour la paix dans son combat pour la défense des droits de l’homme. Dans son livre autobiographique, The Last Girl, elle nous donne un témoignage explicite sur la vie quotidienne d’une esclave au sein de l’EIIL.

### Dabiq – Revue de propagande du régime concernant les esclaves
Le Dabiq est une revue de propagande écrite par l’EIIL entre juillet 2014 et juillet 2016. Dans le numéro d’octobre 2014, le régime explique les procédures à la politique sexuelle des femmes captives. Ce magazine fut distribué principalement dans les lieux de rassemblement, tels que les mosquées, aux fidèles à Mossoul (Irak) et Raqqa (Syrie). Le Dabiq offre « une image vertigineuse de la théologie esclavagiste […] mise en place par l’EIIL pour attirer de nouvelles recrues ou bien pour fidéliser les combattants déjà présents sur ses territoires ». Cette revue est l’outil par lequel passe le régime pour justifier ses actes. Il faut cependant faire attention : malgré les références au Coran, les modes d’action sont ici des interprétations djihadistes des Écritures saintes.

## Guerre civile syrienne
Pendant la guerre civile syrienne, plusieurs centaines de réfugiées syriennes sont réduites en esclavage sexuel au Liban par des réseaux de prostitution.

## Nigéria: Les lycéennes de Chibok victimes de Boko Haram
Le 14 avril 2014, 276 lycéennes ont été enlevées à Chibok, dans l’État de Borno, au Nigéria par le mouvement insurrectionnel et djihadiste, Boko Haram. 57 d’entre elles réussirent à s’échapper. Depuis, 107 ont été libérées et 112 sont toujours détenues. L’enlèvement est connu à l’international à la suite du mouvement Bring Back Our Girl qui permit l’appui de plusieurs figures politiques dont Michelle Obama. Selon Human Rights Watch, les victimes ont été principalement choisies pour leurs croyances religieuses et leurs fréquentations à un milieu scolaire occidental.
Cet enlèvement n’est pas le seul perpétré par le groupe. Selon l’association des Chrétiens du Nigeria, Boko Haram enlève des femmes chrétiennes depuis juillet 2013. Il est cependant le plus grand enlèvement produit par ce groupe djihadiste. Une fois captives, sous la menace de mort, elles furent forcées à se convertir à l’islam. Les témoignages d’agressions sexuelles sont difficiles à obtenir puisque la culture du silence, les stigmatisations et le sentiment de honte concernant les abus sexuels dominent dans le nord conservateur du Nigeria. Selon les entrevues produites de Human Right Watch, les viols perpétrés avaient lieu, majoritairement, après le mariage forcé avec un combattant. La vidéo mise en ligne, à la suite de l’enlèvement, souligne les justifications empruntées par le groupe djihadiste ; c’était un acte de vengeance envers le gouvernement nigérian pour avoir pris en détention des membres de leur famille, incluant certaines femmes des combattants. Également, cela permettait de convertir un nombre important de chrétiennes à l’islam.
Depuis 2009, il est estimé qu’environ 500 femmes furent enlevées par Boko Haram. Une telle pratique est un comportement courant chez les mouvements de rebelles dans les zones de conflits. Elles sont réduites en esclavage pour leurs atouts productifs et reproductifs. Elles peuvent fournir aux combattants une main-d’œuvre importante en se chargeant de la cuisine et du nettoyage. Le groupe djihadiste Boko Haram n’a jamais explicitement revendiqué une idéologie contre les femmes chrétiennes ou les femmes en général, mais davantage une réponse générale au Jihad — devoir religieux de propager l’islam — dans cette guerre contre le christianisme. La victimisation des femmes chrétiennes est une tactique dans la stratégie de guerre.

## Trafic sexuel en Europe de l’Est
La chute du communisme a eu des répercussions sociales et économiques pour les anciens pays membres de l’URSS et du bloc de l'Est. Après l’implosion en 1991, le trafic sexuel a augmenté drastiquement dans les pays du sud-est de l’Europe.

### Le cas albanais
L’Albanie était en 1991 le pays de l’Europe de l’Est le plus pauvre et lourdement rural. La pauvreté est un indicateur de la prostitution de femmes. Dans le cas de l’Albanie, c’est le rôle du genre qui explique le développement des réseaux du trafic sexuel. La loi en Albanie donne l’égalité des droits entre hommes et femmes, mais la culture traditionnellement patriarcale continue de « dévaluer les femmes, principalement dans les zones rurales ». Quand un homme propose d’aider une famille pauvre en mariant leur fille et en lui offrant une meilleure vie, plusieurs parents pensent que cet arrangement conviendrait à leur fille. En Albanie, les coutumes prévalent et la famille peut généralement décider quel partenaire conviendrait à leur fille. Ils peuvent la vendre ou la promettre à un homme.
Par la suite, certaines femmes se retrouvent prises entre les fausses promesses de mariage et la prostitution forcée, qui sont des pratiques courantes de la mafia albanaise. Les femmes se retrouvent devant plusieurs difficultés. Elles ne peuvent pas quitter le réseau par peur des représailles sur sa famille. Il y a également la peur d’être stigmatisée comme une « prostituée » et de ne plus être considérable comme « mariable » par la famille. Étant trop embarrassées pour retourner dans la communauté, certaines femmes vont jusqu’au suicide.
En Albanie, il était estimé en 2001, par Save The Children, que 30 000 femmes étaient esclaves sexuelles à l’étranger. La moitié de ces femmes seraient en Italie et les autres femmes dispersées entre la Belgique, le Luxembourg, la Grande-Bretagne et la Grèce. Les études des cas en Cour pénale d’Albanie montrent une structure sophistiquée des réseaux « loverboy » du trafic sexuel. Les proxénètes ont trois méthodes : la séduction, l’achat d’une femme à sa famille ou l’enlèvement. La séduction est l’une des méthodes les plus fréquentes. Elle consiste à promettre un travail à l’étranger avec une bonne rémunération. Une fois rendues dans le pays étranger, elles sont forcées à la prostitution.
Elles travaillent jusqu’à des 12 et 18 heures par jour. Le tarif moyen pour un client est de 25 euros pour 10 minutes. Les femmes peuvent gagner en moyenne entre 250 et 1000 euros par jour. Aucun argent ne leur appartient. Les femmes sont perçues comme des marchandises humaines contrôlées. Elles peuvent être vendues par leur proxénète entre 1000 euros à 3000 euros. Elles subissent au quotidien de la violence physique et sont en permanence sous l’emprise de la peur.

## Traite des humains au Mexique

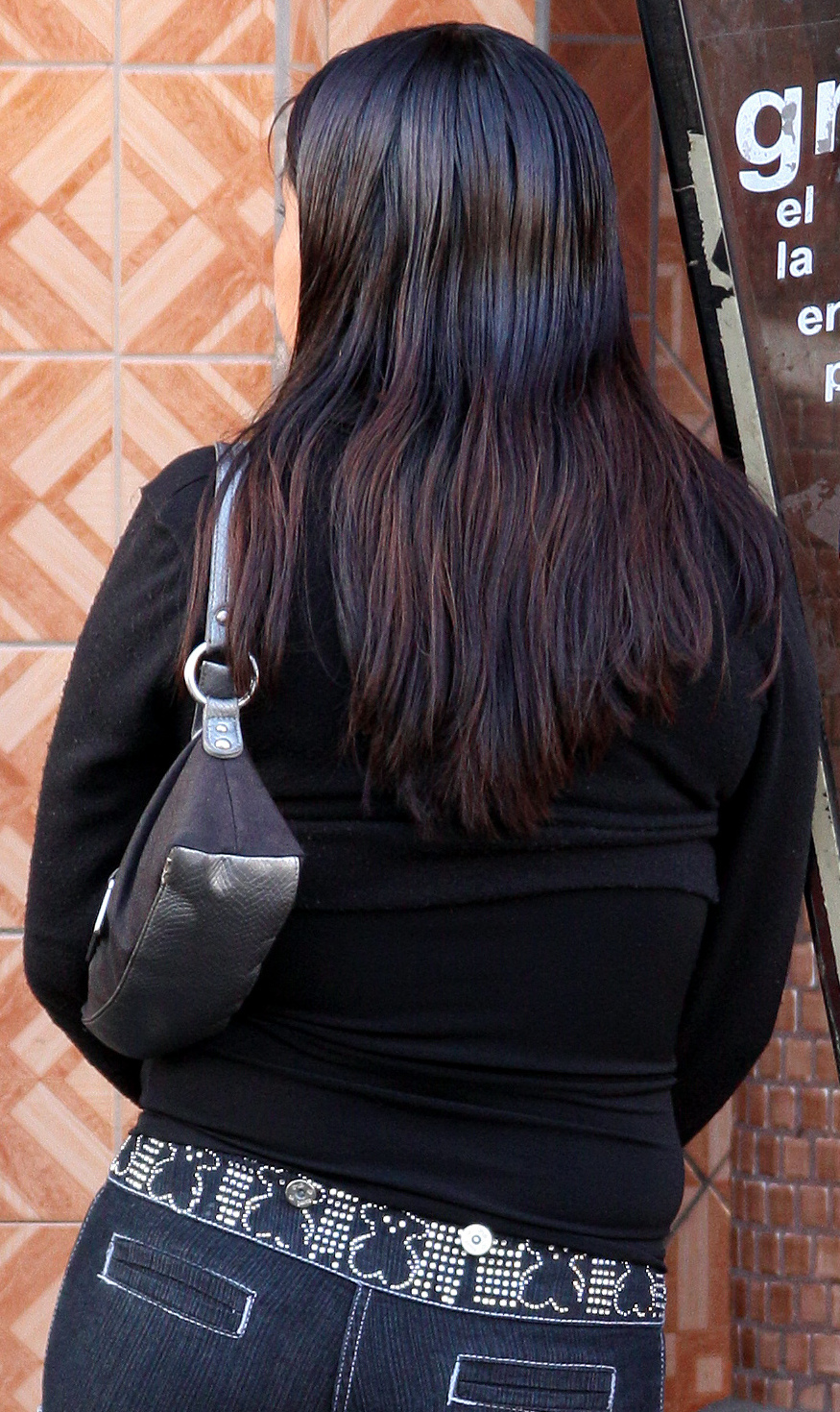
Prostituée à Tijuana au Mexique (2009)

Depuis les années 2000, le Mexique est l’un des lieux principaux de destination et de transit international pour la traite d’humains à des visées d’exploitation sexuelle. Il est également « deuxième au rang mondial du tourisme sexuel impliquant des enfants et adolescents, juste derrière la Thaïlande ». Le trafic de personnes est l’une des facettes à l’esclavage moderne. La loi mexicaine contre la traite de personnes s’applique à tous types de trafics humains reconnus selon la Convention de Palerme.
En 2007, L’État mexicain met en place des procédures légales contre le trafic humain. Le 31 janvier 2008, la FEVIMTRA (Fiscalía Especial para los Delitos de Violencia contra las Mujeres y Trata de Personas) a été créée comme une division spéciale du Bureau du procureur général dans le but de répondre aux crimes contre les femmes et au trafic humain. Pourtant les enquêtes, les procédures légales et le nombre de sentences sont faibles. Cela n’a pas entraîné une diminution du trafic de personnes au Mexique.
En 2012, le gouvernement mexicain passe une nouvelle loi avec une description des mesures nécessaires à prendre. Selon une étude réalisée au Mexique par l’Organisation internationale pour les migrations, 41 % des personnes interrogées disent que la corruption — au niveau municipal — ralentit la réalisation des mesures strictes contre le trafic humain. Le manque de financement empêche également le développement de structures organisationnelles adéquates pour répondre au problème.
En 2017, trois organismes travaillaient à Mexico pour combattre le trafic de personnes : CATWLA, Infancia Común et Colectivo contra la Trata de Personas. Leur objectif principal est de conscientiser la ville aux pratiques de l’exploitation sexuelle et le trafic des personnes.
Au Mexique, le trafic des êtres humains est le troisième type de commerce illicite le plus lucratif après la drogue et les armes. Administré par les cartels (70 %), il est difficile d’obtenir des données empiriques valides sur le nombre de personnes dans le réseau. Les recherches financées par le ministère des Affaires étrangères du Mexique sur l’exploitation sexuelle montrent que les caractéristiques démographiques des femmes exploitées, dans la ville de Mexico, sont l'état matrimonial, l'origine ethnique et l'âge - métis (71 %), non-mariées (78 %) et âgées de moins de 18 ans (72 %). L’exploitation sexuelle des femmes et des filles a des origines multifactorielles telles que le chômage, le crime organisé, la pauvreté, la violence domestique ou les conflits ethniques.
Une fois insérée dans le réseau de la prostitution soit par la manipulation ou par une nécessité économique, la femme devient une commodité à son propriétaire, le proxénète. Elle est désormais forcée à l’exploitation sexuelle. Le proxénète lui montre un cadre de travail avec les techniques pour approcher les clients potentiels et produire les relations sexuelles. Elle doit également suivre les règles de son proxénète telles que ne jamais quitter la maison close sans la permission, ne jamais donner de l’information personnelle ou parler avec un inconnu. Si elle refuse de participer à ce réseau de prostitution, elles se font agresser jusqu’à ce qu’elles acceptent.